# Herpestes edwardsii
Espèce
Répartition géographique
Statut de conservation UICN

 LC  : Préoccupation mineure
La Mangouste indienne grise ou Mangouste d'Edwards (Herpestes edwardsii) est une espèce de mangouste se rencontrant dans le Sud de l'Inde et au Sri Lanka. On la trouve principalement dans les forêts, les broussailles ou les champs, souvent à proximité des habitations. Elle vit dans des terriers ou dans des buissons, des bouquets d'arbres, sous des rochers ou même dans des sorties d'égouts. Très audacieuse et curieuse, la mangouste indienne grise reste néanmoins prudente et s'aventure rarement loin des couverts. C'est également une bonne grimpeuse. Vivant le plus souvent seule ou en couple, elle se nourrit de rongeurs, des serpents, d'œufs d'oiseaux ou de poussins, des lézards ou de divers invertébrés. Elle se nourrit également occasionnellement d'œufs de gavial, le long du Chambal. La reproduction peut avoir lieu durant toute l'année.

## Description
La mangouste indienne grise est un animal de taille moyenne, à la fourrure fauve ou gris jaunâtre, avec un ventre plus pâle et les extrémités des pattes plus sombre (ce qui la différencie de la petite mangouste indienne), et le bout de la queue rouge sombre. Le museau a une teinte rougeâtre.
La longueur de la queue est égale à celle du corps, soit de 35 cm à 45 cm. Le poids varie entre un et deux kilos. Les mâles sont nettement plus lourds que les femelles.

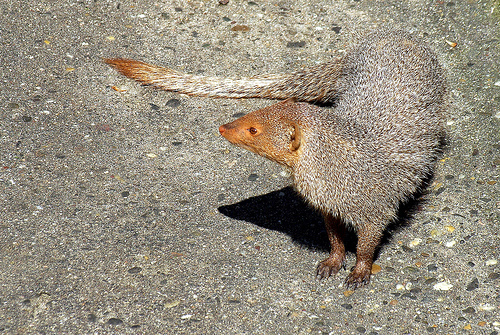
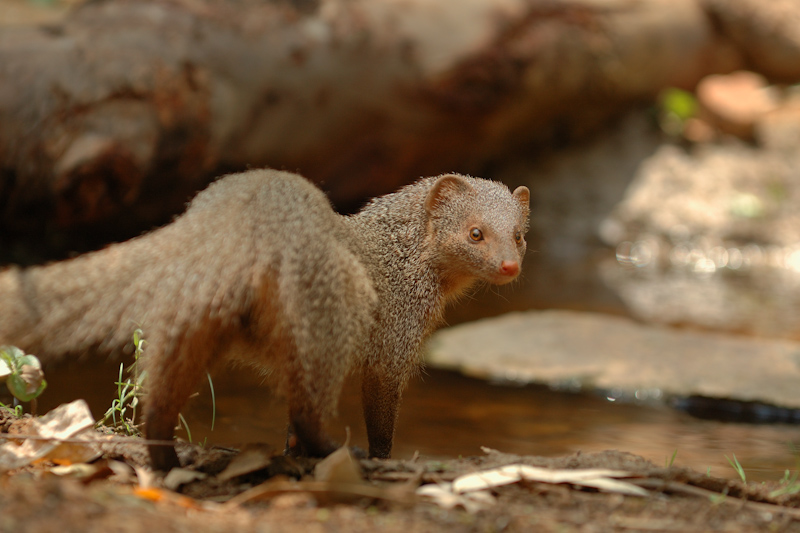
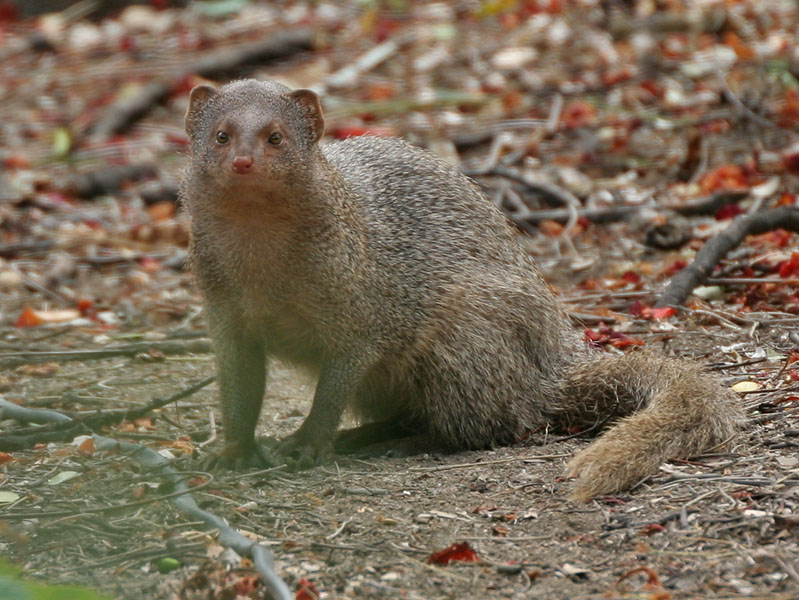
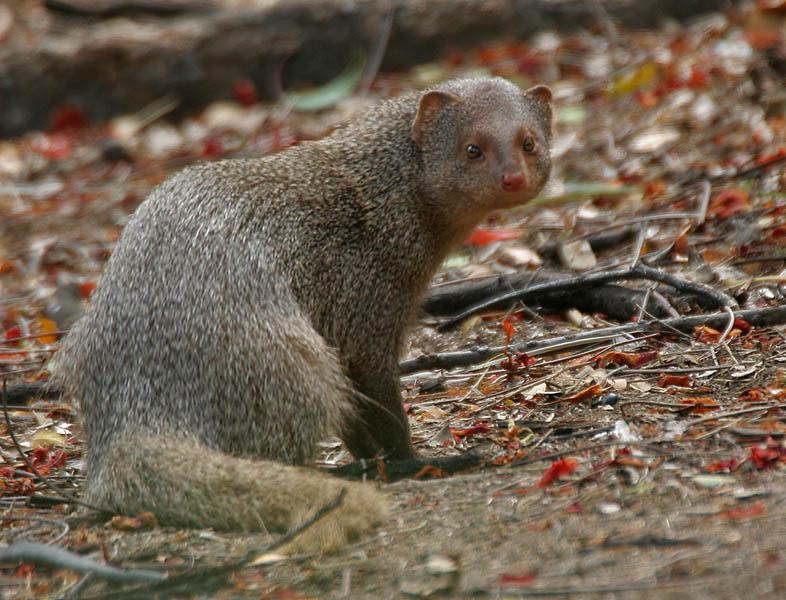
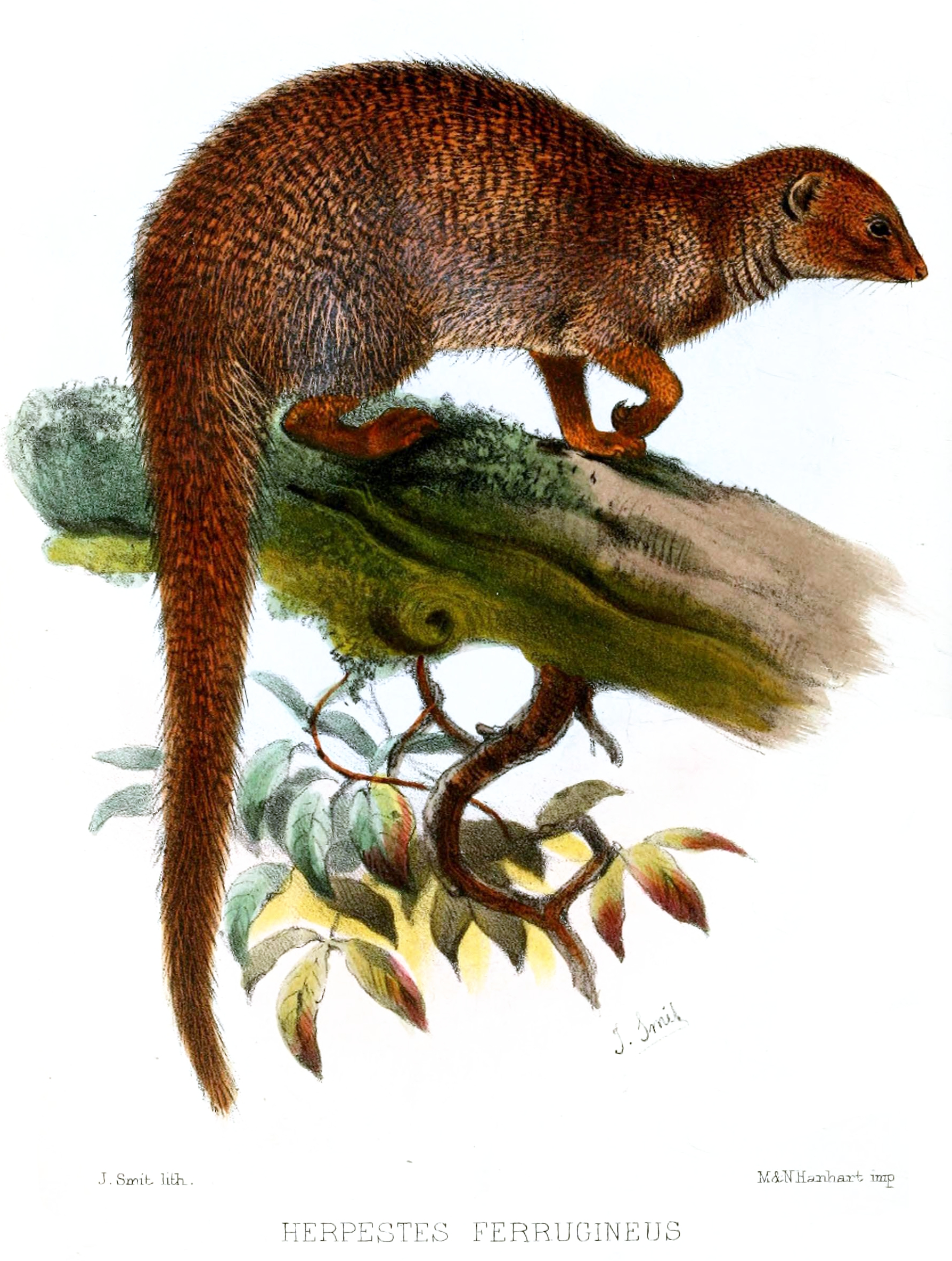

## Sous-espèces
- Herpestes edwardsii edwardsii
- Herpestes edwardsii ferrugineus
- Herpestes edwardsii lanka
- Herpestes edwardsii montanus
- Herpestes edwardsii nyula